# Гончарове (Калінінградська область)
Гончарове (рос. Гончарово) — селище Правдинського району, Калінінградської області Росії. Входить до складу Домновського сільського поселення.
Населення —  63 особи (2015 рік). 